# Jews with Horns
Albums de The Klezmatics
Rhythm + Jews Possessed
Jews With Horns est le troisième album du groupe de musique klezmer The Klezmatics, sorti en 1995 sur le label Rounder/Umgd.

## Titres de l'album
1. Man in a Hat
2. Fisherlid
3. Khsidim Tants
4. Simkhes-toyre
5. Romanian Fantasy
6. Bulgars/The Kiss
7. Nign
8. Honga
9. In Kamf
10. Doyna
11. Freyt Aykh, Yidlekh
12. Kale Bazetsn
13. Heyser Tartar-tants
14. Es Vilt Zikh Mir Zen
15. Overture